# The Giggity Wife
The Giggity Wife («Жена, трах-тибидох») — одиннадцатая серия одиннадцатого сезона мультсериала «Гриффины». Премьерный показ состоялся 27 января 2013 года на канале FOX.

## Сюжет
Питер в баре узнает, что у Джо есть студенческий билет, который он отобрал у подростков. Питер, Джо и Гленн решают съездить в Гарвардский университет, потому что у них, по мнению Питера, есть отличные столовые. Друзья посещают местный стриптиз-клуб и затем решают повеселиться, хорошо выпив.
Наутро все трое оказываются около дома Гриффинов. Гленн просыпается, пытаясь понять, что вчера произошло. Вдруг рядом с собой он обнаруживает проститутку Чармис, которая ему говорит, что они отныне муж и жена. Куагмир не может поверить этому — но Джо говорит, что документы, предоставленные Чармис, являются настоящими. Наконец, приметив на документе подписи Питера и Джо, Гленн понимает, что он действительно поженился на проститутке.
В баре Гленн заявляет друзьям, что будет требовать немедленного развода, но Джо, знающий местные законы, говорит, что если он действительно разведётся с Чармис, она сможет отсудить у него абсолютно всё, ведь в Куахоге законы по разводам на стороне женщин. Куагмир решает принять брак, как данное: он отводит Чармис на прием к гинекологу, даёт ей деньги на одежду (на которые Чармис покупает наркотики).
Гриффины приглашают Гленна и Чармис на ужин, где её все воспринимают исключительно, как проститутку. Вечером Чармис хочет заняться любовью с Гленном, но тот говорит, что не может. Чармис спрашивает, не гей ли Куагмир, потому, что если это так, то она не захочет с ним жить. Гленн быстро соображает, что только так он сможет покончить с браком, он врёт Чармис о том, что он — гей. Чармис уезжает, Куагмир рассказывает об этом Питеру. Однако, когда он садится за просмотр порнографических сайтов, в доме неожиданно появляется Чармис, которая что-то забыла у него дома. Увидев, чем занимается Гленн, она понимает, что он ей, скорее всего, наврал. Тогда Чармис ставит ультиматум: Гленн должен заняться сексом с мужчиной у неё на глазах.
Куагмир не знает, что ему делать. Тогда он идет к Питеру и просит его заняться с ним сексом при Чармис. На его удивление, Питер соглашается, ставя несколько условий: никто об этом не должен узнать, и Гленн должен будет его сводить в ресторан. После ужина Питер и Куагмир приходят домой, где их уже ждет Чармис. Друзья не могут поверить, что им предстоит сделать, но в самый последний момент Чармис говорит, что знает о том, что Гленн — не гей. Тем не менее, она благодарна ему за то, что он был с ней так вежлив. Чармис уходит.
Гленн благодарит Питера за то, что он смог согласиться на такое. Друзья обнимаются, в этот момент Питер замечает мигающую лампочку на ноутбуке — всё это время всё происходящее транслировалось в дом к Гриффинам. Показываются лица Лоис, Мег, Брайана и Криса с открытыми ртами: они смотрели трансляцию с ноутбука.

## Рейтинги
- Рейтинг эпизода составил 2.9 среди возрастной группы 18—49 лет.
- Эпизод посмотрело порядка 5.63 миллиона человек.
- Серия стала самой просматриваемой в ту ночь «Animation Domination» на FOX, победив по количеству просмотров новые серии «Симпсонов», «Шоу Кливленда» и «Американского Папаши!»[1]

## Критика
- Кевин Макфарланд из A.V Club дал эпизоду низкую оценку: C-, поясняя: «Для „Гриффинов“ вовсе необязательна последовательность сюжета, но, когда Питер становится геем, оставляя свою жену и семью, это очень огорчает…» Также Кевин раскритиковал эпизод за наличие старых не оригинальных шуток.[2]
- Джон Блаббер из Bubbleblabber дал эпизоду 8/10 баллов, отмечая: «Вы когда-нибудь видели фильм „Чак и Ларри: Пожарная свадьба“? Я наблюдал некоторые части сюжета, заимствованные из этого ужасного фильма в течение всей серии. однако, если вы еще не видели этот фильм (я полагаю, большинство из вас его не видели), вы должны наслаждаться этим.»[3]